# Juan Manuel Fernández Pacheco
Juan Manuel Fernández Pacheco y Zúñiga (ur. 1650 w Marcilla, region Nawarra, zm. 29 czerwca 1725) – grand Hiszpanii, markiz Villeny, książę Escalony, był wicekrólem i Kapitanem-Generałem królestw Nawarry, Aragonii, Katalonii, Sycylii i Neapolu. Za zasługi nagrodzony Orderem Złotego Runa.
W 1707 jako wicekról Neapolu dostał się do austriackiej niewoli.
Założyciel Hiszpańskiej Akademii Królewskiej (Real Academia Española – RAE). Odpowiednie dekrety wydał król Filip V Burbon. Pacheco został 3 sierpnia 1713 tymczasowym dyrektorem Akademii. Pomógł wydać pierwszy słownik akademii, na podobieństwo tych jakie wydawała Akademia Francuska. 3 października 1713 został pierwszym zwyczajnym dyrektorem akademii, i pozostał nim do swej śmierci w 1725. Jego syn Mercurio Antonio López Pacheco również był dożywotnim dyrektorem RAE (1725–1746).
Jego krewnym był Juan Francisco Pacheco, książę de Uceda (zm. 1714), hiszpański dyplomata.